# Vybor tseli
Vybor tseli (russisk: Выбор цели, da.: ~ Vælg mål eller Tag sigte) er en sovjetisk spillefilm i to dele fra 1975 produceret af Mosfilm og instrueret af Igor Talankin.

## Handling
Filmen handler om våbekapløbet under 2. verdenskrig og begyndelsen af den kolde krig, hvor de rivaliserende parter forsøgte at udvikle en atombombe. Filmens første del omhandler tinden under 2. verdenskrig, hvor USA med Manhattan Project forsøgte at komme før Tyskland med en bombe og om Stalins beslutning om, at Sovjetunionen også måtte udvikle sin egen atombombe. Filmens anden del omhandler Sovjetunionens udvikling af kernevåben og de personlige dilemmaer, som videnskabsfolkene var udsat for i forbindelse med udviklingen af kernevåben. 

## Medvirkende
- Sergej Bondartjuk – Igor Kurtjatov
- Georgij Zjzjonov – Vitalij Petrovitj Zubavin
- Nikolaj Volkov – Abram Ioffe
- Irina Skobtseva – Marina Dmitrijevna Kurtjatova
- Nikolaj Burljajev – Fedja
- Oleg Basilasjvili - Boris Pasj